# Lenda da tatuagem de estrela azul
A lenda da tatuagem da estrela azul é uma lenda urbana que diz que uma tatuagem temporária embebida em LSD e feita na forma de uma estrela azul, ou de personagens de desenhos animados populares, está a ser distribuída a crianças numa dada área.
A lenda possivelmente teve origem no facto de a solução de LSD ser por vezes vendida em papel mata-borrão com vários desenhos, incluindo cartoons. Os panfletos falam de uma descrição errada dos efeitos do LSD, alguma atribuição (tipicamente a um hospital ou uma especificação "aviso ao presidente") e instruções para os pais contactarem a polícia se surgirem estas tatuagens de estrela azul.
Não existem casos documentados de distribuição de LSD a crianças.

## Propagação
A lenda comumente surge nas escolas primárias e básicas americanas sob a forma de panfleto que é distribuído aos pais por oficiais preocupados da escola. No passado era normalmente na forma de uma fotocópia de má qualidade, passada por várias gerações, mas tornou-se popular nas listas de e-mail e websites.
A lenda diz que uma tatuagem temporária embebida em LSD e feita na forma de uma estrela azul (o logótipo dos Dallas Cowboys é várias vezes mencionado), ou na forma de personagens populares infantis, como o Rato Mickey ou Bart Simpson, está a ser distribuída às crianças na zona para que fiquem "viciadas em LSD".
Normalmente alguma atribuição é dada, tipicamente a um hospital bem-conceituado ou a um "conselheiro do presidente" vagamente específico, e instruções são dadas que os pais devem contactar a polícia se eles encontrarem tatuagens de estrelas azuis.

## Origem
A lenda possivelmente originou do facto que uma solução de LSD é por vezes vendida em papel mata-borrão com vários designs, incluindo desenhos animados.
Não existem casos de distribuição de LSD a crianças desta maneira documentados. Embora LSD não penetre pela pele em quantidades suficientes para induzir uma experiência psicadélica, a preocupação era das crianças lamberem o papel antes de o transferir para a pele.

## Outros países
A lenda apareceu em vários países, incluindo:
- Brasil
- Itália
- Peru[5]
- México
- Portugal
- Suécia
- Reino Unido[6]
- Alemanha
- Canadá
- Estados Unidos

### Brasil
Os primeiros relatos sobre essa lenda urbana no Brasil datam do final da década de 1980 quando apareceram em São Paulo e no Rio de Janeiro.. 